# Stuart Easton
Stuart Easton (Hawick, 21 luglio 1983) è un pilota motociclistico britannico ritiratosi dall'attività agonistica, vincitore del campionato britannico Supersport nel 2002 e 2013.

## Carriera
Easton fece il suo esordio internazionale nel 2000 prendendo parte al Gran Premio di Donington nella classe 125 del motomondiale; in sella ad una Honda RS125R concluse la gara in ventesima posizione. L'annata successiva, in qualità di wild card, prese parte nuovamente al Gran Premio di casa, questa volta in 250 ritirandosi anzitempo.

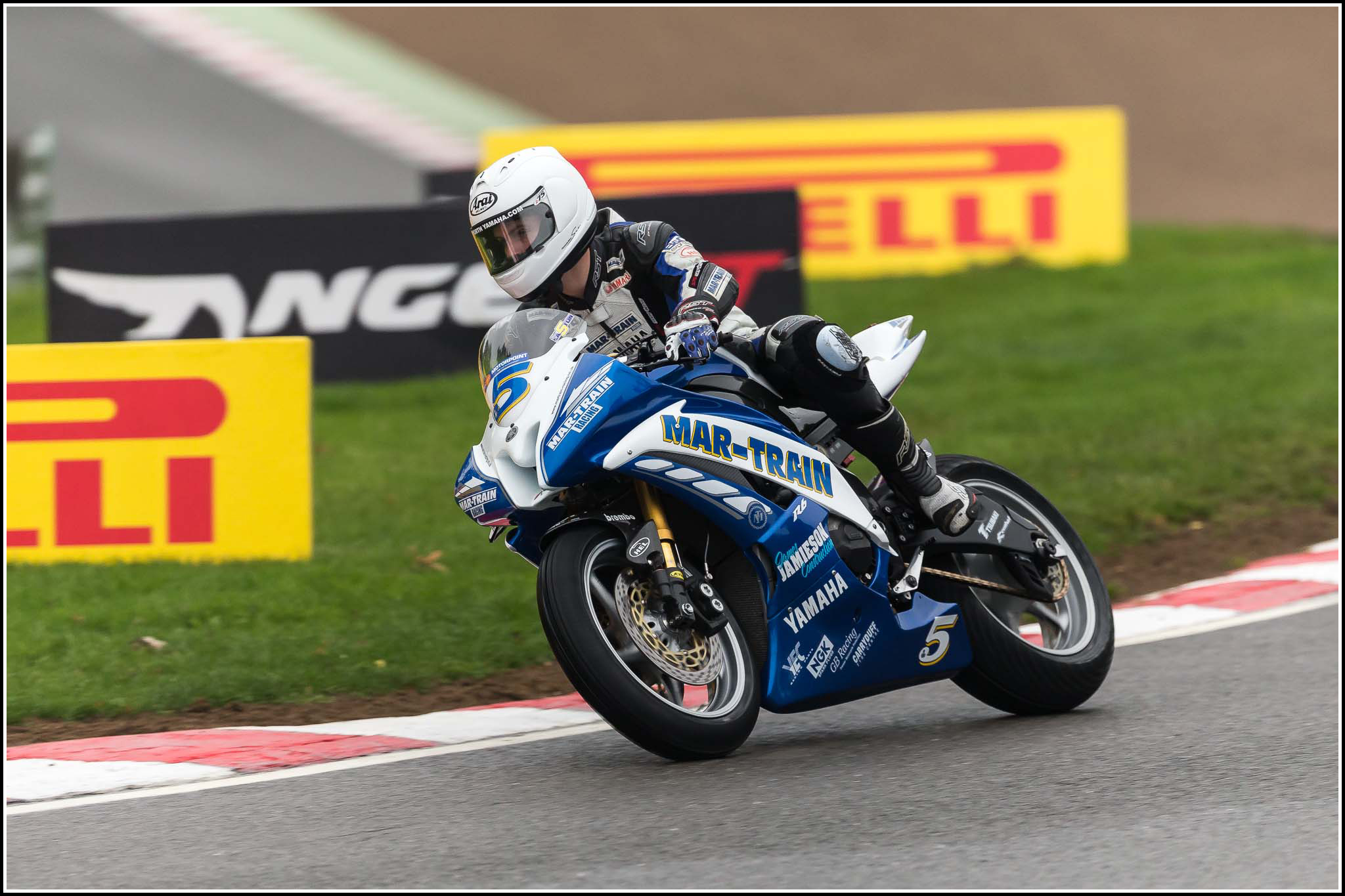
Stuart Easton in pista nel 2013, anno del secondo titolo, con una Yamaha YZF-R6.

Nel 2002 ottenne sette vittorie diventando campione nazionale Supersport, davanti a Scott Smart e Michael Laverty. Contestualmente al primo posto in ambito nazionale, esordì nel mondiale Supersport disputando, con Paul Bird Motorsport, le sole gare in territorio britannico conquistando i primi punti iridati. Tentò di difendere il titolo l'annata successiva, ottenendo 3 vittorie e finendo secondo dietro a Karl Harris. Nel 2004 Easton passò alla Superbike nella prima parte della stagione, prima di tornare alla Supersport nelle gare successive. Il 2005 vide un ritorno a tempo pieno nella classe intermedia, con un altro paio di vittorie che lo portarono al terzo posto nel campionato dietro Leon Camier e Craig Jones.
Nel 2006 gareggiò nuovamente nel mondiale Supersport, prendendo parte a due terzi del campionato come pilota sostitutivo per Manila Grace SC. In sella ad una Ducati 749 ottenne più di venti punti classificandosi tra i primi venti. Contestualmente al mondiale, prese parte nuovamente la campionato britannico chiudendolo al sesto posto. Nel 2007 disputò le prime gare nel campionato britannico Superbike, pur con qualche gara anche nelle Supersport.
Nelle annate successive si dedicò prevalentemente alle Superbike, sia su pista che su strada. Risalgono a questo periodo numerosi successi al Gran Premio di Macao oltre ad una fugace apparizione nel mondiale Superbike del 2009, prima di una grave incidente accorsogli nel 2011. Easton è tornato a gareggiare nella British Supersport nel 2013 con il team Mar-Train Yamaha, poiché non si era completamente ripreso dagli infortuni delle corse su strada e quindi ha trovato più facile guidare una 600 che una Superbike; ha ottenuto dieci vittorie e vinto il campionato con tredici punti di margine su Alastair Seeley.
A fine 2016, dopo oltre 250 gare disputate nelle varie categorie nazionali, annunciò il proprio ritiro dalle competizioni.

## Risultati in gara

### Motomondiale
| 2000 | Classe | Moto  |  |  |  |  |  |  |  |  |    |  |  |  |  |  |  |  | Punti | Pos. |
| ---- | ------ | ----- |  |  |  |  |  |  |  |  | -- |  |  |  |  |  |  |  | ----- | ---- |
| 2000 | 125    | Honda |  |  |  |  |  |  |  |  | 20 |  |  |  |  |  |  |  | 0     |      |

| 2001 | Classe | Moto  |  |  |  |  |  |  |  |     |  |  |  |  |  |  |  |  | Punti | Pos. |
| ---- | ------ | ----- |  |  |  |  |  |  |  | --- |  |  |  |  |  |  |  |  | ----- | ---- |
| 2001 | 250    | Honda |  |  |  |  |  |  |  | Rit |  |  |  |  |  |  |  |  | 0     |      |

| Legenda | 1º posto        | 2º posto            | 3º posto            | A punti      | Senza punti        | Grassetto – Pole position Corsivo – Giro più veloce |
| Legenda | Gara non valida | Non qual./Non part. | Ritirato/Non class. | Squalificato | '-' Dato non disp. | Grassetto – Pole position Corsivo – Giro più veloce |

### Campionato mondiale Supersport
| 2002 | Moto   |  |  |  |  |  |     |  |  |    |  |  |  | Punti | Pos. |
| ---- | ------ |  |  |  |  |  | --- |  |  | -- |  |  |  | ----- | ---- |
| 2002 | Ducati |  |  |  |  |  | Rit |  |  | 10 |  |  |  | 6     | 27º  |

| 2006 | Moto   |  |  |  |   |    |  |     |     |    |    |    |    | Punti | Pos. |
| ---- | ------ |  |  |  | - | -- |  | --- | --- | -- | -- | -- | -- | ----- | ---- |
| 2006 | Ducati |  |  |  | 6 | 15 |  | Rit | Rit | 10 | 11 | 14 | 14 | 26    | 18º  |

| Legenda | 1º posto        | 2º posto            | 3º posto           | A punti      | Senza punti        | Grassetto – Pole position Corsivo – Giro più veloce |
| Legenda | Gara non valida | Non qual./Non part. | Ritirato/Non class | Squalificato | '-' Dato non disp. | Grassetto – Pole position Corsivo – Giro più veloce |

### Campionato mondiale Superbike
| 2009 | Moto     |  |  |  |  |  |  |    |     |  |  |  |  |  |  |  |  |  |  |  |  |  |  |  |  |  |  |  |  | Punti | Pos. |
| ---- | -------- |  |  |  |  |  |  | -- | --- |  |  |  |  |  |  |  |  |  |  |  |  |  |  |  |  |  |  |  |  | ----- | ---- |
| 2009 | Kawasaki |  |  |  |  |  |  | 18 | Rit |  |  |  |  |  |  |  |  |  |  |  |  |  |  |  |  |  |  |  |  | 0     |      |

| Legenda | 1º posto        | 2º posto            | 3º posto           | A punti      | Senza punti        | Grassetto – Pole position Corsivo – Giro più veloce |
| Legenda | Gara non valida | Non qual./Non part. | Ritirato/Non class | Squalificato | '-' Dato non disp. | Grassetto – Pole position Corsivo – Giro più veloce |